# Oba de Benín

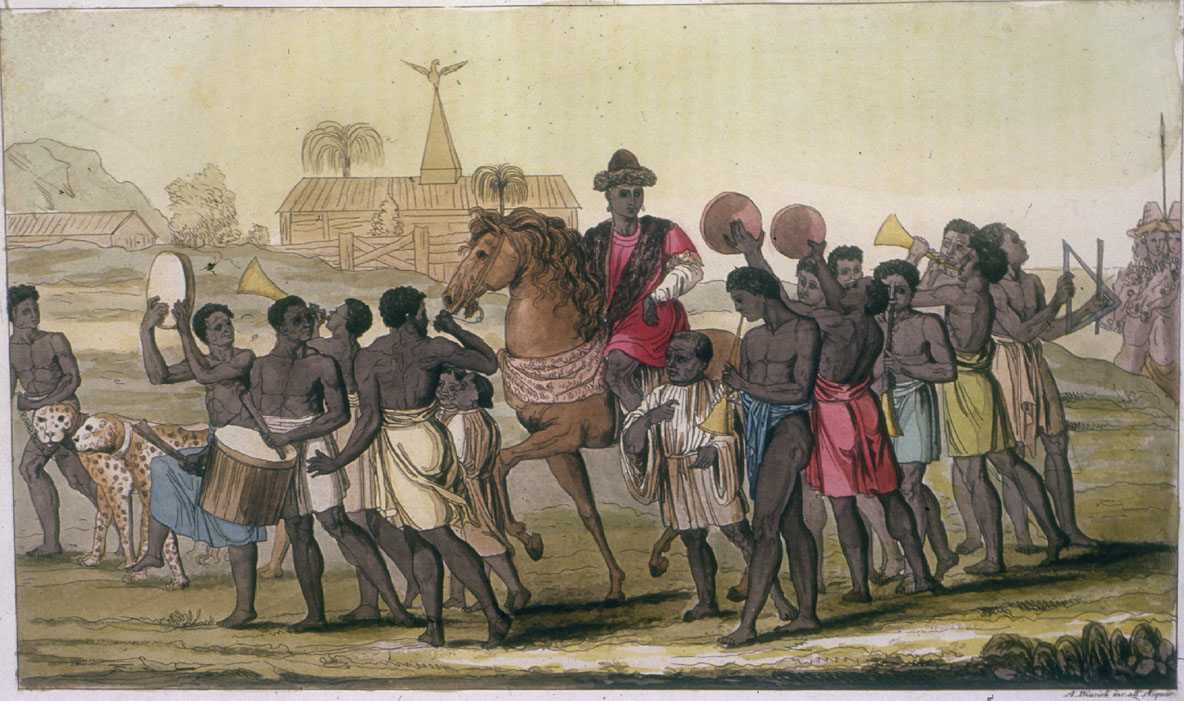
El oba de Benín en el, grabado publicado en 1815.

El Oba de Benín era el rey del antiguo reino de Benín. El título de Oba se deriva de la lengua materna de los yoruba, (un importante grupo étnico en África), y significa rey o gobernante. Este reino permaneció activo entre 1180 hasta 1897 que perdieron sus poderes reales con la anexión del reino por los británicos en 1897.  El oba Ovonramwen Nogbaisi (1888-1914) fue exiliado a Calabar aunque conservó una fuerte influencia sobre la población de Edo como una naturaleza semi-divina. Sus palacios estaban situados dentro de la ciudad de Benin City (Estado de Edo, Nigeria).

## Historia
El primer Oba de Benín fue Eweka, hijo de Oranmiyan, un príncipe venido de Ife que destruyó la dinastía tiránica de los Ogisos que reinó durante 35 generaciones sobre el pueblo de Edo, y su madre fue Ekinwide una princesa Edo. Inicialmente, el poder estaba constituido por un consejo de jefes, el Uzama, con el oba en la cabeza del mando. Bajo el reinado del Oba Ewedo,  se trasladó la capital a Ubini, el poder empezó a pasar con mayor firmeza a las manos del oba. A partir del Oba Ewuare su poder se convierte en absoluto y el título en hereditario. El Oba fue disfrutando, con el tiempo, de un poder más grande y su título fue sagrado. 
El Oba fue disfrutando, con el tiempo, de un poder más grande y su título fue sagrado.
En el siglo XVI, aparece lo que los llamados  «reyes guerreros». El reino fue considerablemente ampliado durante el siglo XVI. Por otra parte, la importancia súbita de la guerra encontró su expresión en el arte en una representación masiva de los caudillos, las numerosas cabezas de bronce fueron realizadas en calidad de trofeos (ver más abajo). Las representaciones pictóricas fueron asociadas con elementos simbólicos al servicio del poder. 
Desde 1486, se establecieron vínculos entre Portugal y Benín. La presencia portuguesa fue también un tema central en el arte en el siglo XVI. El arte de Benín estuvo, por lo tanto, fuertemente influenciado por el contacto con la cultura europea. Por ejemplo, siguiendo el modelo europeo hay grabados y bronces que representan escenas de europeos. 
Los siglos XVII y XIX, estuvieron marcados por los cambios y conflictos internos. La rápida expansión del siglo XVI fue, de hecho, seguida por un siglo de descentralización. El poder de los ricos funcionarios y señores de la guerra aumentó significativamente, mientras que el oba poco a poco se vio relegado a un papel sólo espiritual y no político. 
La cultura de Edo fue marcada por una expedición punitiva organizada por los británicos el 18 de febrero de 1897, donde la capital, cayó en sus manos.  La expedición fue realizada para vengar el asesinato de una delegación oficial británica ocurrida el año anterior. Cerca de 2.400 objetos del tesoro real de Benín —conocidos como los bronces de Benín—fueron trasladados a Inglaterra.

## Vida

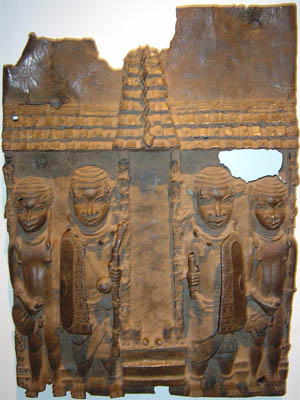
Placa de latón del que representa la entrada del Palacio del oba de Benín. Museo Británico de Londres.

La juventud del oba era planeada por la reina madre, en un palacio a pocos kilómetros de la capital, lejos del barullo de la corte. 
El poder de la reina madre (iyoba) fue creado a principios del siglo XVI por el oba Esigie para su madre Idia. Ella tenía un cargo político entre los más importantes del reino. Al igual que todos los dignatarios de la corte, la iyoba llevaba cuentas de coral. Como el príncipe heredero, la iyoba disfrutaba de un palacio personal,  que se encontraba lejano del que ocupaba el oba. 
A la llegada al poder del estado, la vida del oba se caracterizaba por las innumerables ceremonias y sacrificios rituales. El resto de su tiempo lo dedicaba a su centena de esposas, mientras que el ejercicio cotidiano del poder estaba confiado a los militares, la economía y la agricultura era delegada a los asesores. El poder estaba organizado por un complejo sistema de valores transmisibles y títulos adquiridos por sucesión. 
El oba vivía en un enorme palacio de madera situado en el centro de la ciudad. Los muros estaban decorados con placas de bronce y latón labrado. 
La tradición dice que en Benín, se acostumbraba a decapitar a los reyes vencidos. Sus cabezas eran ofrecidas al oba quien las confiaba a los artesanos broncistas.  Los cuales realizaban dos réplicas de la cabeza del rey vencido: una conservada por el oba y la otra enviada a la tribu del rey derrotado para recordar y establecer la superioridad del oba. 
El palacio era el centro geográfico, y también el político y espiritual del reino Edo. Este palacio albergó la residencia principal del oba, y las áreas de recepción. También se encontraban en él los altares dedicados a los antepasados y objetos rituales preciosos. Solo el oba y la iyoba podían depositar objetos de bronce en los altares de los antepasados.

## Lista de Obas del Reino de Benín (1180-presente)

### Obas Pre-Reino de Benín (1180-1440)
- Eweka I (1180–1246)
- Uwuakhuahen (1246–1250)
- Henmihen (1250–1260)
- Ewedo (1260–1274)
- Oguola (1274–1287)
- Edoni (1287–1292)
- Udagbedo (1292–1329)
- Ohen (1329–1366)
- Egbeka (1366–1397)

### Obas del Reino de Benín 1440-1897)
- Ewuare the Great (1440–1473)
- Ezoti (1473–1475)
- Olua (1475–1480)
- Ozolua (1480–1504)
- Esigie (1504–1547)
- Orhogbua (1547–1580)
- Ehengbuda (1580–1602)
- Ohuan (1602–1656)
- Ohenzae (1656–1661)
- Akenzae (1661–1669)
- Akengboi (1669–1675)
- Akenkpaye (1675–1684)
- Akengbedo (1684–1689)
- Ore-Oghene (1689–1701)
- Ewuakpe (1701–1712)
- Ozuere (1712–1713)
- Akenzua I (1713–1740)
- Eresoyen (1740–1750)
- Akengbuda (1750–1804)
- Obanosa (1804–1816)
- Ogbebo (1816)
- Osemwende (1816–1848)
- Adolo (1848–1888)
- Ovonramwen Nogbaisi (1888–1914) (exiliado en Calabar por los británicos en 1897)

### Obas post-Reino de Benín (1914-Presente)
- Eweka II (1914–1933)
- Akenzua II (1933–1978)
- Erediauwa I (1979–2016

Algunas de las familias del antiguo Reino de Benín viven en diversas partes del mundo: Europa, Estados Unidos y África.